# Јовановачка река
Јовановачка река је река која извире на два изворишта од којих је прво око 10 km изнад села Грабово док је друго извориште изнад села Скорица испод врха Самањац. Река се спаја код села Нови Брачин. Име је добила по Јовановцу, центру Новог Брачина. Река је дуга око 32 km и улива се у Велику Мораву код села Доњи Катун. Богата је рибљим врстама (клен, крекуша, говедарац), а овде такође живе и жабе, корњаче и друге животиње.